# Lago Two Ocean
Il lago Two Ocean si trova entro i confini del parco nazionale del Grand Teton, nello stato del Wyoming. È un lago naturale lungo circa 3,8 km ed è raggiungibile da una zona di parcheggio adiacente al lago stesso. Lungo le sue sponde si sviluppano una serie di percorsi escursionistici per una lunghezza di circa 10,3 km attraverso i boschi di conifere e pioppi. Il più grande lago Emma Matilda si trova circa 1,6 km più a sud.
Il nome Two Ocean si riferisce al vicino Two Ocean Pass, che attraversa lo spartiacque continentale, e dove un piccolo torrente si suddivide in due più piccole immissari chiamati Pacific Creek ed Atlantic Creek che riversano il loro flusso verso due diversi oceani. Il lago Two Ocean si trova sul lato occidentale dello spartiacque continentale e scarica le sue acque solo nel Pacific Creek, che scorre verso il vicino fiume Snake.